# Amphiglossus reticulatus
Amphiglossus reticulatus is een hagedis uit de familie van skinken (Scincidae), die endemisch voorkomt op Madagaskar, in de provincies Antsiranana en Mahajanga.